# Kadmium červené

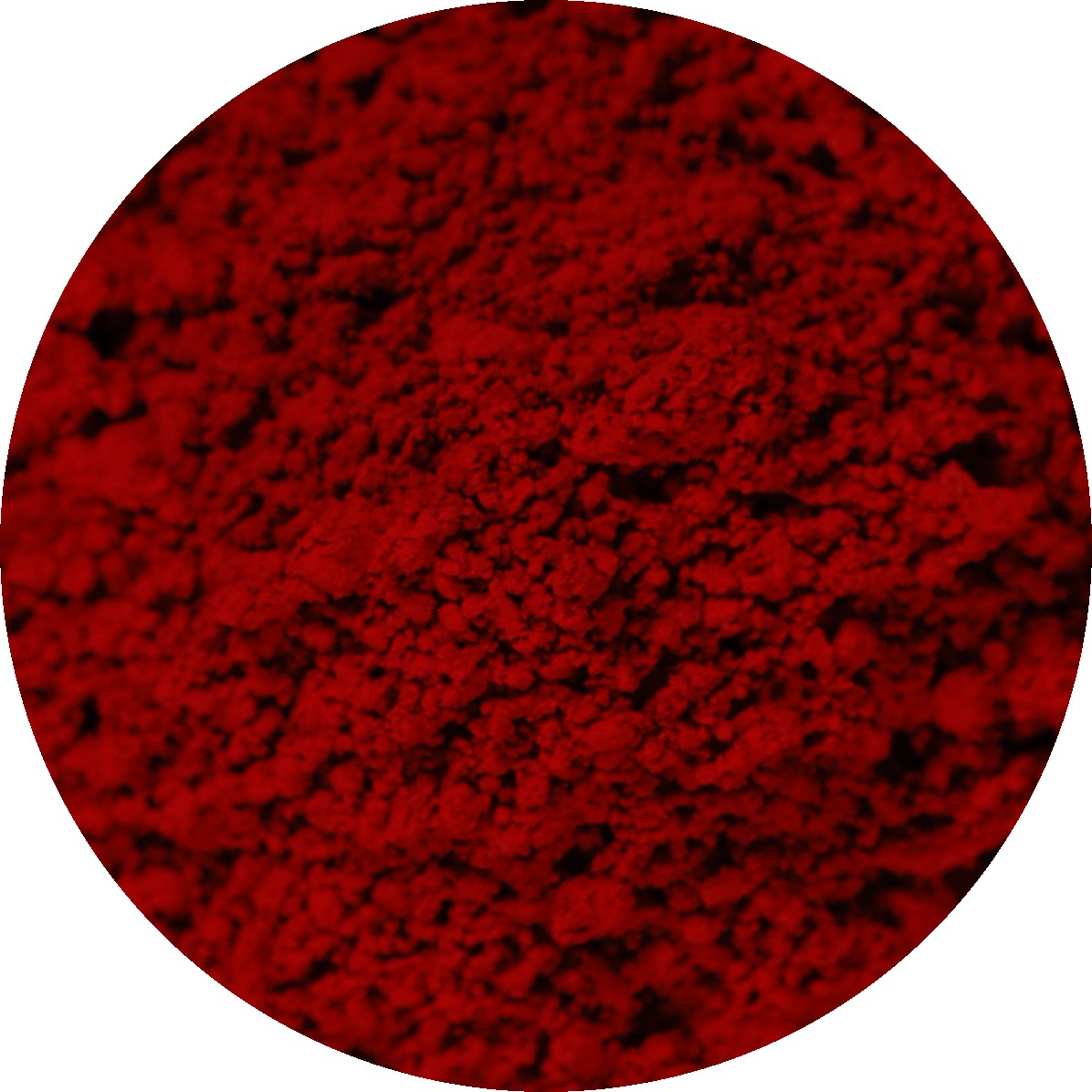
Kadmium červené střední

Kadmium červené je anorganické syntetické barvivo velmi jasné a čisté červené barvy. Je používáno v uměleckých barvách typu oleje, či tempery.
Jde o sulfoselenid kademnatý, podobně jako kadmium oranžové. Od žlutého kadmia se liší obsahem selenu.
V mezinárodním indexu barev (Colour Index International) má kód PR108. Červené kadmium, které bylo objeveno na počátku 20. století, bylo první inovací červených barviv od zavedení karmínové v 16. století. Jiné červeně byly pouze lepšími variantami přirozených červení oxidů železa a anilinové červeně nikdy nezískaly úspěch mezi umělci.. Kadmiová červeň „se stala kanonickým šarlatem moderní doby.“

## Historie
Kadmium bylo objeveno v roce 1817 Jönsem Berzeliem a téhož roku i selen Friedrichem Strohmeyerem. Žlutý sulfid kademnatý může mít odstín blízko červené, ale červený sulfoselenid kademnatý byl patentován v Německu až v roce 1892. Kadmiová červeň byla uvedena na trh v roce 1910 a rychle nahradila rumělku. Společnost Bayer vyvinula v roce 1919 postup, jak ji vyrábět levněji.
Henri Matisse používal hodně kadmiové červeně, např. na obraze Červený ateliér (L'atelier rouge). a marně se snažil přesvědčit Augusta Renoira, aby ji používal místo rumělky.

## Složení
Kadmiové červeně přecházejí od oranžovo-červené do tmavě červeno-purpurové podle podílu selenidu a obecně se dělí do tří odlišných odstínů: světlé, střední a tmavé
Od kadmiové žluti (sulfidu kademnatého, CdS) se přechází ke kadmiové červeni (CdS/CdSe) přidáváním množství selenu, čistý selenid kademnatý (CdSe) je téměř černý.
Kadmium oranžové (PO20) proto nevzniká mísením žlutě a červeně, ale jde o přechodovou směs sulfidu a selenidu kademnatého.

## Vlastnosti

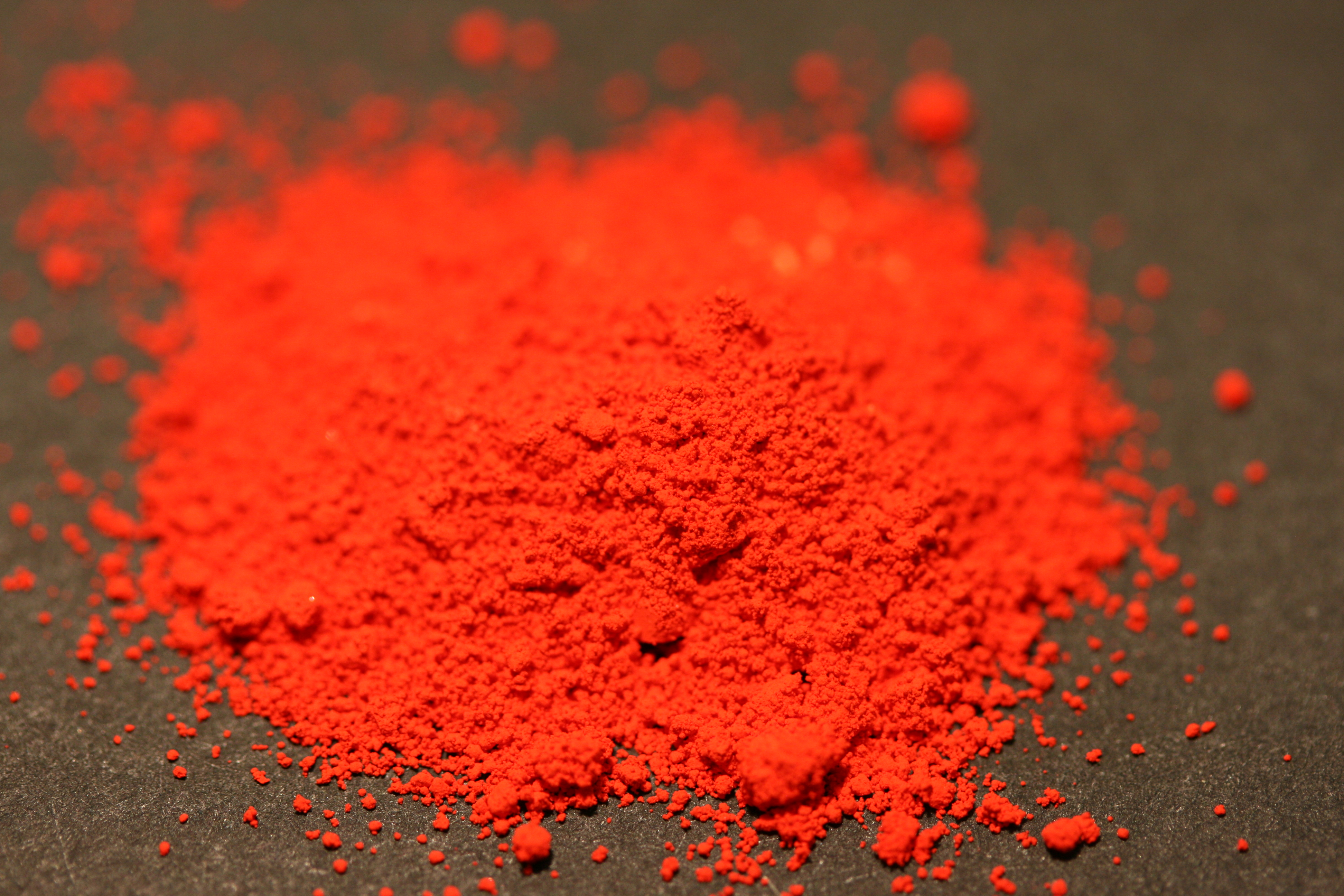
Kadmium červené světlé

Kadmiové červeně jsou ceněny pro svou živost a čistotou odstínu. Jsou neprůhledné a existují v několika odstínech:
- kadmium červené světlé: podobné rumělce
- kadmium červené střední: střední a intenzivní červeň. V barevném modelu HSV má souřadnice 351°, 100%, 89% a v modelu RGB 227, 0, 34. Hexadecimální zápis je #E30022.
- kadmium červené tmavé: čistě červené, k přímému použití. Jde o barvu s číselným kódem 1028.

Barvy jsou drahé, a proto výrobci uměleckých barev nabízejí levnější napodobeniny na bázi organických barviv (naftolové červeně PR170/PR112 nebo DPP PR254/PR255). Nicméně i v případě, že barva je podobná, je obtížné napodobit vynikající jas kadmiových barev.

## Toxicita
Kadmiové červeně jsou méně toxické než kadmiové žlutě, přesto však získaly nedávno pověst jako karcinogenní.